# Oliviero Dinelli
Oliviero Dinelli (Guardiagrele, 31 marzo 1947) è un attore e doppiatore italiano.

## Biografia
Cresciuto a Roma, si diploma all'Accademia d'arte drammatica "Silvio d'Amico" e ottiene la laurea in Scienze politiche all'Università degli Studi di Roma "La Sapienza". Lavora quindi a teatro, in televisione, interpretando fra gli altri il ruolo di Fosco, tombarolo ossessionato dalle necropoli etrusche nello sceneggiato Ritratto di donna velata di Flaminio Bollini del 1975,  e radio, per poi avviare una carriera nel doppiaggio.
Tra i suoi doppiaggi spicca quello dell'attore inglese Rowan Atkinson a partire da Mr. Bean -  L'ultima catastrofe. Nell'animazione è noto per aver prestato la voce a Darkwing Duck nella serie animata omonima del 1991, Lobe in Freakazoid, Don Massacre in TaleSpin e Mekanikos nella serie animata di Aladdin; è stato anche la 2ª voce di Naoto Date ne L'uomo tigre e di Stear Cornwell Andrew in Candy Candy, inoltre ha doppiato, fra gli altri, Kozo Fuyutsuki in Neon Genesis Evangelion.
Nel film Disney In viaggio con Pippo dà voce al preside Mazur e doppia Wilbur in Bianca e Bernie nella terra dei canguri, Ali in Farhat - Il principe del deserto, Zu in Moby Dick e il segreto di Mu, Lep in Cuccioli e Henry Fenner ne La principessa e il ranocchio. È anche la voce de la Morte ne I Griffin a partire dalla nona stagione in sostituzione dello scomparso Roberto Del Giudice. Nel 2018 doppia Tappo nel film Ritorno al Bosco dei 100 Acri in sostituzione di Valerio Ruggeri, morto nel 2015.
Dinelli ha partecipato al doppiaggio inglese (diretto da Francesco Vairano) del film Pinocchio (2019) di Matteo Garrone, doppiando il personaggio di Remigio, interpretato da Mauro Bucci.
Nel 2024 doppia il Signor Ping nel film d'animazione Kung Fu Panda 4 (personaggio che ha già doppiato nella serie Kung Fu Panda - Mitiche avventure), sostituendo Francesco Vairano.

## Teatro
- Elettra di Euripide, regia di Pier Antonio Barbieri, con Lydia Alfonsi (1970)[4]
- La centaura di Giovan Battista Andreini, regia di Luca Ronconi (1972)
- Il giardino dei ciliegi di Anton Čechov, regia di Giorgio Pressburger (1972)[5]
- Re Giovanni di William Shakespeare, regia di Fortunato Simone (1972)
- Gli Zanni di Guido Mazzella e Augusto Frassineti, regia di Aldo Miranda (1974)
- Amare senza sapere chi di Lope de Vega, regia di Guido Mazzella (1974)
- Il vizio assurdo di Diego Fabbri e Davide Lajolo, regia di Giancarlo Sbragia (1974)
- La nuova colonia di Luigi Pirandello, regia di Virginio Puecher (1975)
- La mandragola di Niccolò Machiavelli, regia di Guido Mazzella (1975)
- Assassinio nella cattedrale di T. S. Eliot, regia di Sergio Bargone (1976)[6]
- Il cantante di camera di Frank Wedekind, regia e scenografie di Guido De Salvi (1995)[7]
- L'ospite inatteso di Agatha Christie, regia di Adriano Micantoni (1978)
- La vera storia del cinema americano di Cristopher Durang, regia di Tonino Pulci (1985)
- La grotta di Salamanca di Miguel de Cervantes, regia e scenografie di Guido De Salvi (1995)[7]

## Filmografia
- La rosa bianca, regia di Alberto Negrin – film TV (1971)
- Ricorda la Pueblo, regia di Piero Schivazappa – film TV (1973)
- Di fronte alla legge – serie TV (1973)
- Ritratto di donna velata, regia di Flaminio Bollini – miniserie TV (1975)
- Il figlio di due madri, regia di Ottavio Spadaro – miniserie TV (1976)
- Qui squadra mobile – serie TV (1976)
- La villa, regia di Ottavio Spadaro – miniserie TV (1976)
- Omobono e gli incendiari di Max Frisch, regia di Raffaele Meloni - prosa televisiva trasmessa il 2 aprile 1976.[8]
- L'ultimo aereo per Venezia, regia di Daniele D'Anza – miniserie TV (1977)
- Processo a Maria Tarnovska, regia di Giuseppe Fina – miniserie TV (1977)
- Tre operai, regia di Francesco Maselli – film TV (1980)
- Casa Vianello – serie TV, episodio 1x12 (1988)
- Se potessi dirti addio, regia di Simona Izzo e Ricky Tognazzi – miniserie TV (2024)

## Radio
- Buon pomeriggio - Poesie in diretta, condotto da Maurizio Costanzo e Dina Luce (1972)
- Bestiario dugentesco di Lucia Poli, regia di Paolo Poli (1972)
- Riccardo III di William Shakespeare, regia di Paolo Giuranna (1973)
- Tartufo di Molière, regia di Paolo Giuranna (1973)
- Guerra e pace di Lev Tolstoj, regia di Vittorio Melloni - sceneggiato

## Doppiaggio

### Film
- Rowan Atkinson in  Mr. Bean - L'ultima catastrofe, Scooby-Doo, Maybe Baby, Johnny English, Love Actually - L'amore davvero, La famiglia omicidi, Mr. Bean's Holiday, Johnny English - La rinascita,  Johnny English colpisce ancora, Wonka
- Bruce Spence in Inspector Gadget 2, Il Signore degli Anelli - Il ritorno del re, Pirati dei Caraibi - La vendetta di Salazar, Occupation
- David Paymer in Scappo dalla città - La vita, l'amore e le vacche, Alex & Emma, Jack Ryan - L'iniziazione, Accident Man
- Julian Richings in Percy Jackson e gli dei dell'Olimpo - Il ladro di fulmini, Mucchio d'ossa, L'uomo d'acciaio, The Witch
- James Hong in L'uomo ombra, Balls of Fury - Palle in gioco, R.I.P.D. - Poliziotti dall'aldilà, I segreti non riposano in pace
- Jonathan Pryce in G.I. Joe - La nascita dei Cobra, G.I. Joe - La vendetta, One Life
- Bill Nighy ne Il fantasma dell'opera (1989), Chalet Girl, Hot Fuzz, Il caso Minamata
- Per Christian Ellefsen in Elling, Mother's Elling e  Love Me Tomorrow
- Colm Feore in Haven - Il rifugio, 24: Redemption, Un anno con Salinger
- Matt Craven in Il giurato, Devil
- Mark Williams in I rubacchiotti, High Heels and Low Lifes
- Peter Capaldi in Paddington, Paddington 2
- Simon McBurney in Allied - Un'ombra nascosta, Il mistero di Donald C.
- Stephen Tobolowsky in Appuntamento al buio (2006), Fractured
- Tim Allen in In ricchezza e in povertà, 6 mogli e un papà
- Denis O'Hare in J. Edgar, Il cardellino
- Austin Pendleton in Ritratto nella memoria, Il mistero del quarto piano
- Jean-Pierre Darroussin in Il pranzo di Natale, Andrà meglio domani
- Steve Coulter in Annabelle 3, The Conjuring - Per ordine del diavolo
- Anton Lesser in Miss Potter, L'ombra delle spie
- John Rubinstein in Occhio al testimone, 21 grammi
- Max Baker in Bailey - Il cane più ricco del mondo, Ave, Cesare!
- Daniel Roebuck in Agente Cody Banks e Agente Cody Banks 2 - Destinazione Londra
- Jon Voight in La rivolta, Ray Donovan: The Movie
- Dustin Hoffman in Megalopolis
- Nicholas Campbell in Assassino senza colpa?
- Frank C. Turner in La mosca 2
- Tim Bagley in Due teneri angioletti
- Matt Clark in L'inferno nello specchio (Candyman 2)
- John Hurt in Dead Man
- Jim Siedow in Non aprite quella porta (ridoppiaggio)
- Jason Kravits in Sweet November - Dolce novembre
- Jean-Michel Simonet in La classe - Entre les murs
- Paul Giamatti in Big Fat Liar
- Stanley Tucci in Beethoven
- Woody Allen in King Lear (1987)
- Roger Rees in Garfield 2
- Steve Hytner in Piovuta dal cielo
- David Marshall Grant in Air America
- Stuart Devenie in Splatters - Gli schizzacervelli
- Don Lake in Avalon High
- Jared Leto in Mr. Nobody
- Shane Black in Predator
- Albert Brooks in Matrimonio impossibile
- August Zirner in Berlin 36
- Everett Quinton in Assassini nati - Natural Born Killers
- Richard Jenkins in Prima ti sposo poi ti rovino
- Zach Grenier in Piccola peste torna a far danni
- Phil Reeves in Election
- François Morel in Ah! Se fossi ricco
- Rob LaBelle in Bob - Un maggiordomo tutto fare
- Steve Carell in Sleepover
- Hugh Sachs in Symbiosis - Uniti per la morte
- Ian Harcourt in The Water Horse - La leggenda degli abissi
- James Gammon in Appaloosa
- Marino Ballón in Il canto di Paloma
- Wayne Duvall in A Quiet Place II
- Sylvester McCoy in Doctor Who: The Movie
- J. K. Simmons in L'ultimo pellerossa
- Peter McRobbie in Lincoln
- Bruce Goodchild in The Master
- Jesper Christensen in Melancholia
- Mauro Bucci in Pinocchio (film 2019, versione inglese)
- Nicholas Hammond in C'era una volta a...Hollywood
- Larry Hankin in El Camino - Il film di Breaking Bad
- Vedat Erincin in Un'isola per cambiare
- Ed Begley Jr. in Amsterdam
- Richard D. Myers in Winnie-the-Pooh - Sangue e miele
- Eliezer Motta in Un vampiro in famiglia
- David Bradley in Dopo Oliver
- Paul Perri ne La memoria dell'assassino
- Nikitas Tsakiroglou in Itaca - Il ritorno

### Film d'animazione
- Maestro Muten nel primo doppiaggio di Dragon Ball - La leggenda delle sette sfere, Dragon Ball - La bella addormentata a Castel Demonio, Dragon Ball - Il torneo di Miifan, Dragon Ball Z - La vendetta divina, Dragon Ball Z - Il più forte del mondo, Dragon Ball Z - La grande battaglia per il destino del mondo, Dragon Ball Z - La sfida dei guerrieri invincibili, Dragon Ball Z - Il destino dei Saiyan, Dragon Ball Z - L'invasione di Neo Namek, Dragon Ball Z - I tre Super Saiyan, Dragon Ball Z - La storia di Trunks, Dragon Ball Z - Il Super Saiyan della leggenda, Dragon Ball Z - La minaccia del demone malvagio, Dragon Ball Z - L'eroe del pianeta Conuts e Dragon Ball - Il cammino dell'eroe, e in Dragon Ball Z - La battaglia degli dei, Dragon Ball Z - La resurrezione di 'F'
- Kōzo Fuyutsuki in Neon Genesis Evangelion: Death & Rebirth, Neon Genesis Evangelion: The End of Evangelion, Neon Genesis Evangelion: The Feature Film, Evangelion: 1.0 You Are (Not) Alone, Evangelion: 2.0 You Can (Not) Advance, Evangelion: 3.0 You Can (Not) Redo, Evangelion: 3.0+1.0 Thrice Upon a Time
- Daichi Tani nei ridoppiaggi del 2021 di Godzilla - Il pianeta dei mostri e Godzilla mangiapianeti
- Tío Oscar Rivera e Tío Felipe Rivera in Coco
- 006 in Cyborg 009 - La leggenda della supergalassia
- segretario in Crusher Joe
- Wilbur in Bianca e Bernie nella terra dei canguri
- Tony in Coo che arrivò da un mare lontano
- Genghis in Aladdin e il re dei ladri
- Preside Mazur in In viaggio con Pippo
- Demetrio in Hercules
- Rascal in Babbo Natale e il tamburo magico
- Chip in Z la formica
- Dottor Suolo in A Bug's Life - Megaminimondo
- Fierro in Pinguini alla riscossa
- Ebenezer Scrooge/Charles Dickens in Canto di Natale - Il film
- Mago Cabalone in I Magotti e la pentola magica
- Tentacolino in La leggenda del Titanic
- Giairo in C'era una volta Gesù
- Preed in Titan A.E.
- Rosendo in La foresta magica
- Preside Mazur in In viaggio con Pippo
- Champion adulto in Appuntamento a Belleville
- Lefty Maginnis in Piccolo grande eroe
- Alfred Pennyworth in Batman: Under the Red Hood
- Paddy in Alpha and Omega
- Scraw in Uno zoo in fuga
- Volpe in Bentornato Pinocchio
- Henry Fenner ne La principessa e il ranocchio
- Lord Scott in Megamind
- Il vescovo in Frozen - Il regno di ghiaccio
- Giudice Spaccaganasce ne Il magico mondo di Oz
- Dr. Zin in Tom & Jerry: Operazione spionaggio[9]
- Socrate ne Il viaggio di Norm
- Micron in Ratchet & Clank
- Gluglù in Alla ricerca di Dory
- Il pomodoro italiano in Sausage Party - Vita segreta di una salsiccia
- Bibbly in Trolls
- Zio Santiago in Molly Monster - Il film
- Funnybone in Gli orsetti del cuore - Una giornata a Giocattolandia
- Charles in Garfield - Il supergatto
- Ispettore capo Crawford in Lupin III - Episodio: 0
- Brian Murphy in Lupin III - Tutti i tesori del mondo
- Professore in Lilli e il vagabondo
- Il sergente Gerson in Big Hero 6
- Nudar in Futurama - Il colpo grosso di Bender
- Dottor Nossori in Mazinga Z Infinity
- Tappo in Ritorno al Bosco dei 100 Acri
- Il sindaco ne Gli Incredibili 2
- Gernot in Vampiretto[10]
- L'ombrello-pappagallo ne Il ritorno di Mary Poppins
- Panoramix in Asterix e il segreto della pozione magica
- Old Timer in Toy Story 4
- Jerry 2 in Soul
- Rosario in Agenzia Segreta Controllo Magia
- Signor Gao in Red
- Brigadiere G in Freddie The Frog
- Darkwing Duck in Cip & Ciop agenti speciali
- Padre Bests in Wendell & Wild
- Kaa in Topolino & i cattivi Disney
- Taniichi in Inu-Oh
- Signor Suu in Poupelle della Città dei Camini
- Mr. Ping in Kung Fu Panda 4

### Serie televisive
- Adam Godley in Terminator: The Sarah Connor Chronicles, Lie to Me, Appunti di un giovane medico, Suits, Perception, The Umbrella Academy
- Ed Begley Jr. in A cuore aperto (1ª voce), Fra nonni e nipoti, West Wing - Tutti gli uomini del Presidente, Arrested Development - Ti presento i miei
- John Rubinstein in La signora in giallo, Numb3rs, Revenge, 9-1-1
- Matt Craven in Il processo di Norimberga, NCIS - Unità anticrimine,[11] Raines, Resurrection
- René Auberjonois in Star Trek: Deep Space Nine (st. 4-7), Star Trek: Enterprise
- Gottfried Vollmer in Squadra Speciale Cobra 11 e Squadra Speciale Cobra 11 - Sezione 2
- James Hong in Malcolm, West Wing - Tutti gli uomini del Presidente (ep. 3x14)
- Zeljko Ivanek in 24, Cold Case - Delitti irrisolti
- John Kapelos in Desperate Housewives, Dr. House - Medical Division
- Colm Feore in 24, Revolution
- Sam Lloyd in West Wing - Tutti gli uomini del Presidente, The Middle
- Mark Williams in Padre Brown, Le indagini di Sister Boniface
- Kerry Shale in The Sandman, Mercoledì
- Andrew Hill Newman, Phil Abrams, Barry Livingston e Garrett Morris in How I Met Your Father[12]
- Alan Oppenheimer e Martin E. Brooks in L'uomo da sei milioni di dollari
- Dave Florek e Paul Calderón in Bosch
- Shaun Dingwall e Bill Nighy in Doctor Who
- Charlie Brill in Due poliziotti a Palm Beach
- Bryan Brown in Poseidon - Il pericolo è già a bordo
- Larry Miller in Tutto in famiglia
- Roger Frost in Il diario di Anna Frank
- Graham Chapman ne Il circo volante dei Monty Python
- Hugh Fraser in Poirot (st. 1)
- Klaus Schinder in Grand Hotel
- Karl Theobald in Primeval
- Roshan Seth in Dietro i suoi occhi
- Larry Hankin in Breaking Bad
- Derek Keuvorst in Designated Survivor
- Peter Capaldi in Torchwood
- Anton Lesser in Il giovane ispettore Morse
- Jim True-Frost in Yellowstone
- Warren Berlinger in Una ragazza molto brutta
- Jon Voight in Ray Donovan (st. 7)
- Rowan Atkinson in Man vs. Bee
- Personaggi vari in The Mentalist
- Julian Richings in Percy Jackson e gli dei dell'Olimpo
- Michael Tucci in Un detective in corsia

### Soap opera e telenovelas
- Dick Christie in Super Vicky, Beautiful
- Jürgen F. Schmid in La strada per la felicità
- Ivan Cândido in Agua Viva
- Gaston Tuset in Rosa selvaggia
- Roberto Carnaghi in Soy Luna
- Anthony Geary e William Bassett in General Hospital
- Hugo Napier ne La valle dei pini
- Enrique Álvarez Félix ne Il segreto
- Edson Celulari in Torre di Babele
- Edwin Luisi in Terre del finimondo

### Serie animate
- Darkwing Duck in Darkwing Duck, DuckTales
- Don Massacre in TaleSpin, DuckTales
- Vice preside in Pretty Cure, Pretty Cure Max Heart
- Jii-ya in Yes! Pretty Cure 5 e Yes! Pretty Cure 5 GoGo!
- Howard DeVille ne I Rugrats (2ª edizione), I Rugrats da grandi
- Tarkin in Star Wars Rebels, Star Wars: The Bad Batch
- Conrad (27x10), Dr. Budgie (27x15), Nigel (28x21) e Guthrie Frenel (29x02)  ne I Simpson
- Gracchione, Carramba e Davey Omelette in Animaniacs
- Signor Quint (2ª voce), Signor Flint (2ª voce) e Signor Libro in Curioso Come George (st.9+)
- Mekanikos e Genghis in Aladdin
- Jeffery in Ricreazione
- Il direttore della scuola e il grande miope in Titeuf
- Jonathan Weed e Morte (2ª voce) ne I Griffin
- Skales, Dr. Saunder Saunders/Krux in LEGO Ninjago
- Bernard Chatelet (2ª voce) e Nicolas De La Motte in Lady Oscar
- Lobe in Freakazoid!
- Kozo Fuyutsuki in Neon Genesis Evangelion
- Mr. Bean in Mr. Bean (st. 4)
- Jiroshin in Saiyuki
- Waldorf ne L'apprendista Babbo Natale
- Timothy in Monster Allergy
- Giudice Cavillo in L'ape Maia
- Millepiedi in Little Demon
- Mr. Ping in Kung Fu Panda - Mitiche avventure
- Larry 3000 in La squadra del tempo
- Cane piccolo in 2 cani stupidi
- Dijon in DuckTales - Avventure di paperi
- Hermes in Hercules
- Harold Smith e vari personaggi ne Le Superchicche
- Grimmy in Grimmy
- Peabody ne I Dalton
- Q in Star Trek: Lower Decks
- Fred in Sitting Ducks
- Dottor Pretorius in The Mask
- Rigel in UFO Robot Goldrake
- Stear (2ª voce) in Candy Candy
- Sonny in Muteking
- Naoto Date in L'Uomo Tigre (epp. 53-105)
- Tatsuo Aku in Uomo Tigre II
- Hiroshi Nohara in Shin Chan (1ª edizione)
- Professor Ivo in Young Justice
- Claude in Polizia Dipartimento Favole
- Lo sciamano in Dinofroz
- Capo (stagione 1) in Avengers - I più potenti eroi della Terra
- Poldo Spaghetti ne La famiglia Spaghetti
- Professor Pompelmus ne I Fantaeroi
- Pilade in Gladiatori - Il torneo delle sette meraviglie
- Etno in Space Goofs - Vicini, troppo vicini! (2ª edizione)
- Sturator in Nome in codice: Kommando Nuovi Diavoli
- Danji Hiragi in Daltanious
- Il sindaco di Townsville in The Powerpuff Girls
- Arwin in Lady Georgie
- Saladin in Winx Club
- Stretchy in Little Robots
- Lord Monkey Fist in Kim Possible
- Zoltar in Street Fighter II V
- Arcibaldo in Rat-Man
- Philip (da anziano) in Uncle Grandpa
- Sir Spada in Arcobaleno
- Norman Normanmeyer ne La famiglia Addams
- Skekok in Dark Crystal - La resistenza
- Sovraintendente Maligno ne Lo straordinario mondo di Gumball
- Leopold Loggle in Anfibia
- Professor Mauser in Spriggan
- Sorcerio e altri personaggi in Disincanto

### Vídeogiochi
- Dottor Suolo in Bottega dei giochi - A Bug's Life[13], A Bug's Life[14]
- Zombi in Bugs Bunny e Taz in viaggio nel tempo[15]
- Professor Colbotto ne La carica dei 102: Cuccioli alla riscossa[16]
- Zoster in Chi è PK?[17]
- Ermes in Disney's Hercules[18]
- Bianconiglio ne La rivincita dei Cattivi[19]
- Rigel in UFO Robot Goldrake: Il banchetto dei lupi[20][21]